# Campionat de Catalunya de futbol 1936-1937
La temporada 1936-37 del Campionat de Catalunya de futbol fou la trenta-vuitena edició de la competició. Fou disputada la temporada 1936-37 pels principals clubs de futbol de Catalunya.

## Primera Categoria

### Classificació final
| Pos | Equip           | PJ | PG | PE | PP | GF | GC | DG  | Pts | Classificació |
| --- | --------------- | -- | -- | -- | -- | -- | -- | --- | --- | ------------- |
| 1   | CE Espanyol (C) | 10 | 7  | 0  | 3  | 29 | 23 | +6  | 14  | Campió        |
| 2   | FC Barcelona    | 10 | 5  | 2  | 3  | 24 | 16 | +8  | 12  |               |
| 3   | Girona FC       | 10 | 4  | 2  | 4  | 18 | 13 | +5  | 9   | (-1)          |
| 4   | Granollers SC   | 10 | 4  | 1  | 5  | 18 | 20 | −2  | 9   |               |
| 5   | CE Sabadell     | 10 | 3  | 2  | 5  | 16 | 19 | −3  | 8   |               |
| 6   | FC Badalona     | 10 | 3  | 1  | 6  | 18 | 32 | −14 | 7   |               |

Havia començat la Guerra Civil, tot i que Catalunya encara restava al marge de les activitats del front. El Madrid CF va fer gestions per participar en el campionat català, fet que no fou acceptat per la Federació Catalana de Futbol. El campionat es disputà finalment seguint la mateixa reglamentació de la temporada anterior. Es proclamà campió el CE Espanyol. El Girona FC fou sancionat amb un punt menys a la classificació. En finalitzar la temporada es decidí ampliar la categoria a vuit equips, per la qual cosa no hi va haver descensos.
A causa de la guerra no es disputà cap competició espanyola. Els quatre primers classificats del campionat català disputaren conjuntament amb els quatre primers del campionat del País Valencià la Lliga Mediterrània.

### Resultats finals
- Campió de Catalunya: CE Espanyol
- Classificats per a la Lliga Mediterrània: CE Espanyol, FC Barcelona, Girona FC i Granollers SC
- Descensos: Cap
- Ascensos: CE Júpiter i CE Europa (s'amplià la categoria)

## Segona Categoria
A la Primera Categoria B hi van participar 8 equips. La classificació final fou:

| Pos | Equip            | PJ | PG | PE | PP | GF | GC | DG  | Pts | Classificació |
| --- | ---------------- | -- | -- | -- | -- | -- | -- | --- | --- | ------------- |
| 1   | FC Martinenc (C) | 14 | 9  | 1  | 4  | 33 | 24 | +9  | 19  | Campió        |
| 2   | Vic FC           | 14 | 8  | 2  | 4  | 33 | 30 | +3  | 18  | Promoció      |
| 3   | CE Europa        | 14 | 7  | 3  | 4  | 30 | 20 | +10 | 17  | Promoció      |
| 4   | CE Júpiter       | 14 | 6  | 5  | 3  | 29 | 22 | +7  | 17  | Promoció      |
| 5   | Terrassa FC      | 14 | 6  | 2  | 6  | 36 | 26 | +10 | 14  |               |
| 6   | UE Sant Andreu   | 14 | 6  | 0  | 8  | 25 | 30 | −5  | 12  |               |
| 7   | UE Sants         | 14 | 3  | 3  | 8  | 17 | 32 | −15 | 9   |               |
| 8   | UA Horta         | 14 | 2  | 2  | 10 | 17 | 36 | −19 | 6   |               |

El FC Martinenc es proclamà campió de Primera Categoria B.

### Promoció
La Federació Catalana decidí en un inici disputar una fase de promoció on hi prendrien part els dos darrers classificats de Primera A, Sabadell i Badalona, i els quatre primers de Primera B, Martinenc, Vic, Europa i Júpiter. Es decidí ampliar la primera categoria a 8 clubs, decidint-se, també, que Sabadell i Badalona hi prenguessin part sense puntuar amb la plaça a Primera A assegurada i disputant-se només dues places d'ascens entre els quatre clubs de Primera B. Posteriorment, es canvià la decisió i es decidí disputar únicament una fase de promoció amb els quatre primers equips de Primera B, per dues places d'ascens.
El Vic es retirà abans de començar la competició. Els resultats van ser:
- Júpiter 3 - Europa 0[16]
- Europa 2 - Martinenc 1[17]
- Martinenc 1 - Júpiter 0[18]

No obstant, la Federació anul·là el darrer partit i obligà a repetir-lo. El Martinenc no s'hi presentà i el CE Júpiter i el CE Europa assoliren l'ascens.

| Pos | Equip             | PJ | PG | PE | PP | GF | GC | DG | Pts | Classificació |
| --- | ----------------- | -- | -- | -- | -- | -- | -- | -- | --- | ------------- |
| 1   | CE Júpiter (O, P) | 1  | 1  | 0  | 0  | 3  | 0  | +3 | 2   | Ascens        |
| 2   | CE Europa (O, P)  | 2  | 1  | 0  | 1  | 2  | 4  | −2 | 2   | Ascens        |
| 3   | FC Martinenc      | 1  | 0  | 0  | 1  | 1  | 2  | −1 | 0   |               |
| 4   | Vic FC            | 0  | 0  | 0  | 0  | 0  | 0  | 0  | 0   |               |

Les dues places vacants a Primera B foren ocupades pel CE Manresa i el Gràcia EC, de la segona preferent.

## Tercera Categoria
La Segona Categoria Preferent va ser formada per dos grups de sis equips. Poc abans de començar el campionat, una resolució respecte a un partit de la temporada anterior entre la US d'Arenys i el Sant Sadurní FC, atorgà als primers la plaça a la categoria en prejudici dels segons. També el CD Móra d'Ebre participà en el campionat per la retirada del FC Santboià i del mateix Sant Sadurní.
Les classificacions finals foren:
Grup Primer
| Pos | Equip               | PJ | PG | PE | PP | GF | GC | DG  | Pts | Classificació |
| --- | ------------------- | -- | -- | -- | -- | -- | -- | --- | --- | ------------- |
| 1   | CE Manresa (C, P)   | 10 | 8  | 0  | 2  | 39 | 16 | +23 | 16  | Campió        |
| 2   | Calella SC          | 10 | 5  | 0  | 5  | 34 | 24 | +10 | 10  |               |
| 3   | Iluro SC            | 10 | 5  | 0  | 5  | 22 | 17 | +5  | 10  |               |
| 4   | Sant Cugat Sport FC | 10 | 5  | 0  | 5  | 13 | 34 | −21 | 10  |               |
| 5   | Mollet SC           | 10 | 4  | 0  | 6  | 26 | 22 | +4  | 8   |               |
| 6   | UE d'Arenys         | 10 | 3  | 0  | 7  | 19 | 40 | −21 | 6   |               |

Grup Segon
| Pos | Equip                  | PJ | PG | PE | PP | GF | GC | DG  | Pts | Classificació |
| --- | ---------------------- | -- | -- | -- | -- | -- | -- | --- | --- | ------------- |
| 1   | Gràcia EC (C, P)       | 10 | 7  | 0  | 3  | 35 | 17 | +18 | 14  | Campió        |
| 2   | Casal Reusenc          | 10 | 5  | 1  | 4  | 25 | 24 | +1  | 11  |               |
| 3   | FC Amposta             | 10 | 4  | 1  | 5  | 15 | 22 | −7  | 9   |               |
| 4   | Casal d'Esp. Tarragona | 10 | 3  | 2  | 5  | 12 | 14 | −2  | 8   |               |
| 5   | CD Móra d'Ebre         | 10 | 4  | 0  | 6  | 21 | 24 | −3  | 8   |               |
| 6   | Tàrrega SC             | 10 | 4  | 2  | 4  | 23 | 30 | −7  | 8   | (-2)          |